# L'incredibile storia di Martha Dubois
L'incredibile storia di Martha Dubois (Macédoine) è un film del 1971 diretto da Jacques Scandelari.
La versione italiana del film ha una durata di 84 minuti e cambia il nome della protagonista da Catherine a Martha Dubois.

## Trama
La giovane operaia Martha Dubois vince il concorso indotto dall'agenzia "Galassia Produzioni Pubblicitarie" per impersonare la misteriosa Macedoine, la donna ideale a cui l'agenzia affiderà il lancio d'ogni prodotto femminile. Ma il mondo della pubblicità non è tutto rose e fiori come sembra e ben presto la vita di Martha si trasforma in un incubo.